# 今 (瀬戸市)
今（いま）は、かつて愛知県瀬戸市にあった大字名。

## 地理
瀬戸川下流域に位置していた。旧東春日井郡今村に由来する地域であり、現在の瀬戸市西部に位置する27町（西寺山町・孫田町・汗干町・北山町・南山町・今池町・市場町・西山町・西長根町・追分町・北脇町・川西町・川北町・田端町・平町・水無瀬町・見付町・城屋敷町・東山町・東長根町・東吉田町・東寺山町・西吉田町・效範町・共栄通・北浦町・川端町）にあたる。

### 河川
この項の参考資料
- 瀬戸川
- 陣屋川（瀬戸川支流） ： 瀬戸市大字瀬戸との境になる。
- 孫田川（瀬戸川支流）
- 桜川（瀬戸川支流）
- 勘右衛門川（瀬戸川支流）
- 旭境川（瀬戸川支流） ： 旭町（尾張旭市）との境になる。
- 水無瀬川（矢田川支流） ： 愛知郡幡山村との境になる。

## 歴史

### 沿革
- 室町時代から戦国時代にかけて、尾張国春日部郡今村として文献に名を残す[1]。
- 江戸時代には、尾張国春日井郡の尾張藩領水野代官所支配の今村となる[1]。
- 1880年（明治13年）2月5日 - 春日井郡が東西に分割され、東春日井郡今村となる[1][3]。
- 1889年（明治22年）10月1日 - 市制・町村制施行の際、今村と稲葉村・三郷村・美濃ノ池村が合併して八白村となり、八白村大字今となる[4][5]。
- 1906年（明治39年）7月16日 - 八白村が印場村・新居村と合併して旭村となり、旭村大字今となる[6][7]。
- 1925年（大正14年）8月25日 - 旭村大字今が瀬戸町に編入し、瀬戸町大字今となる[注釈 1][8][9]。
- 1929年（昭和4年）10月1日 - 瀬戸町が市制施行して瀬戸市になり、瀬戸市大字今となる[10][9]。
- 1943年（昭和18年）8月9日 - 瀬戸市大字今の一部が西寺山町・孫田町・汗干町・北山町・南山町・今池町・市場町・西山町・西長根町・追分町・北脇町・川西町・川北町・田端町・平町・水無瀬町・見付町・城屋敷町・東山町・東長根町・東吉田町・東寺山町・西吉田町・效範町・横山町となる[1][11]。
- 1952年（昭和27年）11月28日 - 瀬戸市大字今の一部が共栄通・北浦町・川端町となる[1][12]。
- 1954年（昭和29年） - 瀬戸市大字今の残部が共栄通に編入され廃止[1]。

## 施設

### 寺社
- 八王子社[1]
- 三狐子社[1]
- 曹洞宗慶昌院[1]
- 薬師堂[1]

### 教育
- 效範学校（のちの效範尋常小学校・現瀬戸市立效範小学校）[13][注釈 2]

## 鉄道
瀬戸自動鉄道→瀬戸電気鉄道→名古屋鉄道瀬戸線
- 今村駅→水野駅

## その他
1882年（明治15年）今村時代の字名は以下の通りであった。
吉田（きつた）・内浦（うちうら）・中北（なかきた）・後田（うしろた）・寺山（てらやま）・市場（いちば）・長根（なかね）・原山（はらやま）・京保（きょうぼう）・樋口（ひくち）・川西（かわにし）・落（をち）・田端（たばた）・横山（よこやま）・浦山（うらやま）・平（ひら）・川北（かわきた）・北脇（きたわき）・孫田（まごた）・追分（をいわけ）